# Никишов, Алексей Владимирович
Никишо́в Алексе́й Влади́мирович (род.6 октября 1965) — 
советский, российский и казахстанский
хоккеист с мячом, тренер сборной Казахстана.

## Биография
А. В. Никишов начал играть в Краснотурьинской ДЮСШС с 1978 года. 
Первый тренер - А. И. Алексеев.

### Молодёжная карьера
- - Чемпион РСФСР среди юношей (1) - 1982
- - Чемпион РСФСР среди юниоров (1) - 1983
- - Серебряный призёр чемпионата СССР среди юниоров (1) - 1983
- -  Серебряный призёр чемпионата мира среди юниоров (1) - 1984

### Клубная карьера
- - Чемпион СССР (1) - 1990
- - Бронзовый призёр чемпионата СНГ (1) - 1992
- - Третий призёр Кубка Европейских Чемпионов (1) - 1991
- Назван в числе 22 лучших хоккеистов СССР (1) - 1992

### В составе сборной СССР
В 1990 году провел два матча

### В составе сборной Казахстана
Участник трёх чемпионатов мира: 1997 (4 место), 1999 (5 место), 2001 (4 место).
Провел 19 игр, забил 3 мяча.

### Тренерская карьера
В сезоне 2003-04 года был тренером «Катринехольм» (Швеция).
В 2004-05 годах бал тренером «Маяка» (Краснотурьинск).
На протяжении нескольких сезонов тренирует «Акжайык» из Уральска.
С 2003 года является тренером, а с 2012 года старшим тренером сборной Казахстана.
Сборная под его руководством 6 раз выиграла бронзовые медали чемпионата мира (2003, 2005, 2012, 2013, 2014 и 2015), а на остальных семи чемпионатах оказывалась четвёртой (2004, 2006, 2007, 2008, 2009, 2010, 2011). 
На Азиаде - 2011 сборная Казахстана стала чемпионом.